# ۶۳۹ (میلادی)
۶۳۹ (میلادی) ششصد و سی و نهمین سال تقویم میلادی است.

## درگذشتگان
‎